# Елліс-Аркі
Елліс-Аркі (англ. Ellice-Archie) — сільський муніципалітет в Канаді, у провінції Манітоба.

## Населення
За даними перепису 2016 року, сільський муніципалітет нараховував 887 осіб, показавши скорочення на 8,7%, порівняно з 2011-м роком. Середня густина населення становила 0,8 осіб/км².
З офіційних мов обидвома одночасно володіли 325 жителів, тільки англійською — 560, а 5 — жодною з них. Усього 10 осіб вважали рідною мовою не одну з офіційних.
Працездатне населення становило 80% усього населення, рівень безробіття — 5,8% (5,7% серед чоловіків та 6% серед жінок). 75,8% осіб були найманими працівниками, а 23,3% — самозайнятими.
Середній дохід на особу становив $42 844 (медіана $32 064), при цьому для чоловіків — $51 531, а для жінок $31 289 (медіани — $43 328 та $23 616 відповідно).
36,4% мешканців мали закінчену шкільну освіту, не мали закінченої шкільної освіти — 21,9%, 41,1% мали післяшкільну освіту, з яких 11,3% мали диплом бакалавра, або вищий.
| Статево-вікова структура населення | Статево-вікова структура населення | Статево-вікова структура населення | Статево-вікова структура населення | Статево-вікова структура населення |
| ---------------------------------- | ---------------------------------- | ---------------------------------- | ---------------------------------- | ---------------------------------- |
|                                    |                                    |                                    |                                    |                                    |
| Всього                             | Всього                             | 54,5%45,5%                         |                                    |                                    |
| 0 — 14 років                       | 0 — 14 років                       |                                    | 18,6%                              | 18,6%                              |
| 15 — 64 років                      | 15 — 64 років                      |                                    | 67,8%                              | 67,8%                              |
| 65 і більше                        | 65 і більше                        |                                    | 13,6%                              | 13,6%                              |
| 85 і більше                        | 85 і більше                        |                                    | 1,7%                               | 1,7%                               |
| Середній вік (років)               | Середній вік (років)               | 40,7                               | 40,7                               | 40,7                               |
| Медіана (років)                    | Медіана (років)                    | 44,244,4                           | 44,4                               | 44,4                               |
| — чоловіки — жінки                 |                                    |                                    |                                    |                                    |

| Походження мешканців:     | Походження мешканців:     | Походження мешканців: | Походження мешканців: | Походження мешканців: |
| ------------------------- | ------------------------- | --------------------- | --------------------- | --------------------- |
| Походження                |                           |                       | осіб                  | %                     |
| Корінні американці        | Корінні американці        |                       | 190                   | 20.88%                |
| Інше північноамериканське | Інше північноамериканське |                       | 375                   | 41.21%                |
| Європейське               | Європейське               |                       | 725                   | 79.67%                |
| британське                | британське                |                       | 445                   | 48.9%                 |
| французьке                | французьке                |                       | 405                   | 44.51%                |
| українське                | українське                |                       | 85                    | 9.34%                 |
| Африканське               | Африканське               |                       | 20                    | 2.2%                  |
| Океанійське               | Океанійське               |                       | 10                    | 1.1%                  |

| Зайнятість населення за галузями (за класифікацією NOC): | Зайнятість населення за галузями (за класифікацією NOC): | Зайнятість населення за галузями (за класифікацією NOC): | Зайнятість населення за галузями (за класифікацією NOC): | Зайнятість населення за галузями (за класифікацією NOC): |
| -------------------------------------------------------- | -------------------------------------------------------- | -------------------------------------------------------- | -------------------------------------------------------- | -------------------------------------------------------- |
|                                                          |                                                          |                                                          |                                                          |                                                          |
| Управління                                               | Управління                                               |                                                          | 18,5%                                                    | 18,5%                                                    |
| Бізнес, фінанси та адміністрування                       | Бізнес, фінанси та адміністрування                       |                                                          | 6,7%                                                     | 6,7%                                                     |
| Природничі та прикладні науки                            | Природничі та прикладні науки                            |                                                          | 3,4%                                                     | 3,4%                                                     |
| Охорона здоров'я                                         | Охорона здоров'я                                         |                                                          | 5%                                                       | 5%                                                       |
| Освіта, правозахист, муніципальні та урядові служби      | Освіта, правозахист, муніципальні та урядові служби      |                                                          | 10,1%                                                    | 10,1%                                                    |
| Мистецтво, культура, відпочинок та спорт                 | Мистецтво, культура, відпочинок та спорт                 |                                                          | 1,7%                                                     | 1,7%                                                     |
| Роздрібна торгівля та послуги                            | Роздрібна торгівля та послуги                            |                                                          | 14,3%                                                    | 14,3%                                                    |
| Гуртова торгівля, транспорт та обладнання                | Гуртова торгівля, транспорт та обладнання                |                                                          | 20,2%                                                    | 20,2%                                                    |
| Природні ресурси, сільське господарство                  | Природні ресурси, сільське господарство                  |                                                          | 19,3%                                                    | 19,3%                                                    |
| Виробництво                                              | Виробництво                                              |                                                          | 2,5%                                                     | 2,5%                                                     |

## Клімат
Середня річна температура становить 2,2°C, середня максимальна – 23,3°C, а середня мінімальна – -23,6°C. Середня річна кількість опадів – 481 мм.
| Клімат поселення                              | Клімат поселення | Клімат поселення | Клімат поселення | Клімат поселення | Клімат поселення | Клімат поселення | Клімат поселення | Клімат поселення | Клімат поселення | Клімат поселення | Клімат поселення | Клімат поселення | Клімат поселення |
| Показник                                      | Січ.             | Лют.             | Бер.             | Квіт.            | Трав.            | Черв.            | Лип.             | Серп.            | Вер.             | Жовт.            | Лист.            | Груд.            |                  |
| Середній максимум, °C                         | −10,61           | −6,98            | −0,19            | 9,52             | 17,21            | 22,41            | 23,26            | 22,36            | 16,62            | 9,60             | −0,6             | −9,36            |                  |
| Середня температура, °C                       | −17,1            | −13,48           | −6,68            | 3,03             | 10,72            | 15,92            | 18,64            | 17,72            | 11,98            | 4,99             | −5,2             | −14              |                  |
| Середній мінімум, °C                          | −23,59           | −19,96           | −13,18           | −3,46            | 4,23             | 9,44             | 13,98            | 13,08            | 7,34             | 0,30             | −9,9             | −18,64           |                  |
| Норма опадів, мм                              | 25               | 17               | 27               | 23               | 54               | 84               | 72               | 61               | 47               | 28               | 20               | 23               |                  |
| Середньомісячна швидкість вітру, м/с          | 4.00             | 4.00             | 4.20             | 4.40             | 4.55             | 4.00             | 3.50             | 3.60             | 4.00             | 4.20             | 4.00             | 4.00             |                  |
| Середньомісячна сонячна радіація, кДж/м²·день | 3974             | 7358             | 12591            | 17104            | 20499            | 21518            | 22203            | 18809            | 13114            | 7938             | 4205             | 3172             |                  |
| --------------------------------------------- | ---------------- | ---------------- | ---------------- | ---------------- | ---------------- | ---------------- | ---------------- | ---------------- | ---------------- | ---------------- | ---------------- | ---------------- | ---------------- |
| Джерело:                                      |                  |                  |                  |                  |                  |                  |                  |                  |                  |                  |                  |                  |                  |